# Ria de Alvor
Ria de Alvor este o arie protejată (sit de importanță comunitară — SCI) din Portugalia întinsă pe o suprafață de 1.443,93 ha, integral pe uscat.

## Localizare
Centrul sitului Ria de Alvor este situat la coordonatele 37°08′27″N 8°36′53″W / 37.1407°N 8.6146°V.

## Înființare
Situl Ria de Alvor a fost declarat sit de importanță comunitară în iunie 1999 pentru a proteja 3 specii de plante și 29 de specii de animale.

## Biodiversitate
Situată în ecoregiunea mediteraneană, aria protejată conține 18 habitate naturale: Bancuri de nisip acoperite în permanență slab de apă marină, Estuare, Terase mlăștinoase și terase nisipoase neacoperite de apă la reflux, Lagune de coastă, Golfuri mici largi și golfuri puțin adânci, Vegetație anuală la limita mareei, Salicornia și alte specii anuale care populează regiunile mlăștinoase și nisipoase, Pajiștile Spartina (Spartinion maritimae), Pășuni mediteraneene udate de apa mării (Juncetalia maritimi), Tufărișuri halofile mediteraneene și termo-atlantice (Sarcocornetea fruticosi), Tufărișuri halo-nitrofile (Pegano-Salsoletea), Stepe sărăturate mediteraneene (Limonietalia), Dune mobile cu vegetație embrionară, Dune mobile de-a lungul țărmului cu Ammophila arenaria („dune albe”), Dune de coastă fixe cu vegetație erbacee („dune gri”), Dune cu vegetație ierboasă Malcolmietalia, Pajiști umede mediteraneene cu ierburi înalte de Molinio-Holoschoenion, Galerii și tufărișuri riverane sudice (Nerio-Tamaricetea și Securinegion tinctoriae).
La baza desemnării sitului se află mai multe specii protejate:
- plante (3): Limonium lanceolatum, Linaria algarviana, Thymus camphoratus
- păsări (24): pescăruș albastru (Alcedo atthis), stârc roșu (Ardea purpurea), ciuf de câmp (Asio flammeus), pasărea ogorului (Burhinus oedicnemus), chirighiță neagră (Chlidonias niger), barză albă (Ciconia ciconia), erete de stuf (Circus aeruginosus), egretă mică (Egretta garzetta), ciovlica roșcată (Glareola pratincola), piciorong (Himantopus himantopus), stârc pitic (Ixobrychus minutus), pescăruș-cu-cap-negru (Larus melanocephalus), gușă albastră (Luscinia svecica), gaia neagră (Milvus migrans), vultur pescar (Pandion haliaetus), bătăuș (Philomachus pugnax), lopătar (Platalea leucorodia), Porzana pusilla, ciocântors (Recurvirostra avosetta), chiră mică (Sterna albifrons), pescăriță mare (Sterna caspia), chiră de baltă (Sterna hirundo), chiră de mare (Sterna sandvicensis), fluierar de mlaștină (Tringa glareola)
- amfibieni (1): Discoglossus galganoi
- mamifere (2): vidră de râu (Lutra lutra), liliacul mare cu potcoavă (Rhinolophus ferrumequinum)
- nevertebrate (1): fluturele auriu (Euphydryas aurinia)
- reptile (1): Mauremys leprosa

Pe lângă speciile protejate, pe teritoriul sitului au mai fost identificate 4 specii de plante, 1 specie de amfibieni, 1 specie de mamifere, 1 specie de nevertebrate, 2 specii de reptile.